# Móri kistérség

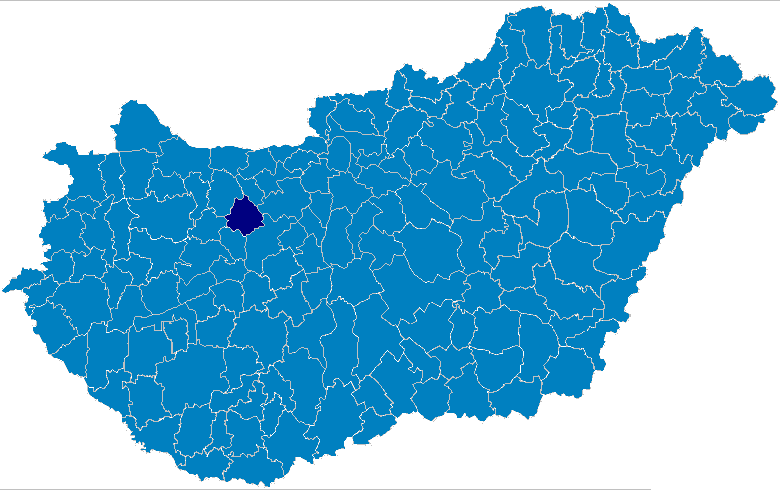
A Móri kistérség

A Móri kistérség egy kistérség volt Fejér megyében, központja Mór volt.

## Települései
| Bakonycsernye  | Balinka   | Bodajk       | Csákberény  | Csókakő |
| Fehérvárcsurgó | Isztimér  | Kincsesbánya | Magyaralmás | Mór     |
| Nagyveleg      | Pusztavám | Söréd        |             |         |

## Fekvése
A móri kistérség Fejér megyében, Székesfehérvár megyeszékhelytől északnyugatra volt található a Bakony keleti és a Vértes nyugati lábánál. Központja, Mór a Móri-árokban helyezkedik el.

## Története
Bakonykúti 2007-ben átkerült a Móri kistérségből a Székesfehérvári kistérségbe. 2014-ben az összes többi kistérséggel együtt megszűnt.